# Thymaris euryops
Thymaris euryops là một loài tò vò trong họ Ichneumonidae.